# Clase Nassau
Los cuatro acorazados de la Clase Nassau de la Kaiserliche Marine (Marina Imperial Alemana), puestos en grada en 1907, eran la primera respuesta alemana a la introducción del acorazado “monocalibre” británico Dreadnought. Cada buque, estaba armado con 12 cañones de 280 mm en una inusual configuración “hexagonal” - con una torre longitudinalmente, y dos en cada flanco del buque. El armamento secundario consistió en 12 cañones de 150 mm, junto con 16 cañones de 88 mm; para la defensa cercana y seis tubos lanzatorpedos. Mientras que su protección era levemente superior a la del Dreadnought las anticuadas máquinas de vapor de triple expansión adoptados por la clase Nassau, en lugar de las turbinas de vapor Parsons que portaba su contraparte británica, limitaron su velocidad a 19 nudos. Fueron construidos bajo los auspicios del almirante Alfred von Tirpitz. 
Todos las buques de esta clase participaron en la Batalla de Jutlandia.

## Naves

Planta de un acorazado clase Nassau que muestra la disposición de la batería principal.

- SMS Nassau - construido por los astilleros Howaldtswerke en Kiel, puesto en grada el 22 de julio de 1907, completado en mayo de 1910, a un coste 37 399 000 Marcos.
- SMS Posen - construido por Germaniawerft, Kiel, puesto en grada en junio de 1908, completado en septiembre de 1910, a un coste 36 920 000 Marcos.
- SMS Rheinland - construido por AG Vulcan, Stettin, puesto en grada en junio de 1907, completado en septiembre de 1910, a un coste de 36 916 000 Marcos.
- SMS Westfallen - construido por AG Weser, Bremen, puesto en grada el 12 de agosto de 1907, completado en mayo de 1910, a un coste 37 615 000 Marcos.